# 秦星池
秦 星池（はた せいち、生年未詳 - 1823年3月8日）は、江戸後期の書家。名は其馨、字は子馨、通称は源蔵。別号に菊如斎。子の秦星塢も書家。

## 略伝
はじめ松會平陵に師事し、孫過庭を摸す。のちに長崎で清の書家・胡兆新に書法を学んだ。楷書・行書を能くした。1823年に歿、行年61歳。法帖に「清風帖」など。著作に「和漢対照書札」。

## 逸話と評価
文政5年の元日に、大窪詩仏の玉池精舎に藤堂龍山・五十嵐竹沙ほか数名が集まり、例年行っている寄せ書きのうち題字として泰星池が残した「唐々春」という言葉の意味がわからない。星池はすでに帰っていて誰も明らかにできないでいるうちに、文人仲間では長老株なのに人望がない星池についての悪口が出た。その場にいた弟子からそれを聞いた星池が激怒して、手紙で詰問したので龍山は自分たちの不明を認め詫びた。ところが星池はおさまらず、中井敬義の発会では龍山に対して「湿塵軽舞唐々春」という詩句をわざと書いて示して嫌がらせをしようとした。その詩句の出所を調べておいた龍山は詩の結句を書いて星池に示したが、星池はその意味がわからなかったので「唐々春」の意味を知らずに題字に使ったことが暴露され、かえって恥をかいた。
「市河米庵も胡兆新に学んでいたが書体鄙俗で、星池に遠くおよばない」というのは、松本奎堂の評である。